# Manuel Machado
Manuel Machado, * 29. avgust 1874, Sevilla, Španija, † 19. januar 1947, Madrid, Španija. 
Manuel Machado je španski pesnik in dramatik, ki je skupaj s svojim bratom Antoniom Machadom uspel v modernizmu. Bil je pomemben pripadnik t. i. generacije ’98.

## Življenje in delo

### Mladost
Njegov oče je bil Antonio Machado Álvarez, znani seviljski folklorist, imenovan “Demofilo”, mati pa Ana Ruiz Hernández. Imel je še štiri brate. Med njimi je bil tudi Antonio Machado, s katerim sta si bila zelo blizu, vendar ju je s časom ločila vojna, saj je vsak od njiju stopil na svojo stran.
Pri devetih letih je njegov dedek Antonio Machado Nuñez dobil službo na univerzi v Madridu, zato se je celotna družina preselila. Skupaj z brati je študiral v instituciji «Libre de Enseñanza». Učil jih je dober prijatelj dedka, Francisco Giner de los Ríos. Kasneje je Manuel opravil maturo in diplomiral iz filozofije in literature na seviljski univerzi. V glavnem mestu Andaluzije je v študijskem obdobju spoznal Eulalio Cáceres, s katero se je trinajst let kasneje tudi poročil.
Predan madridskemu bohemskem življenju je skupaj z bratom Antonijem začel objavljati svoje prve pesmi in sodelovati v mladinskih publikacijah, katere sta editirala Francisco Villaespesa in Juan Ramán Jiménez. Leta 1898 je odpotoval v Pariz in začel delati v založbi Garnier. V Parizu je živel do leta 1903 ter si delil stanovanje z različnimi umetniki kot so Enrique Gómez Carrillo, Amado Nervo in Rubén Darío. V zadnjem obdobju življenja v Parizu si je stanovanje delil z igralcem Ricardom Calvom, ki je sprejel tudi Manuelova druga dva brata: Antonio in Joaquín. Slednji se je ravno bolan vračal iz svoje neuspešne ameriške pustolovščine.
Ko se je Manuel vrnil nazaj v Španijo, se je intenzivno posvetil literarnim dejavnostim. Leta 1903  je bila v sodelovanju z Manuelovim prijateljem iz otroštva, Joséjem Luisom Montotom, prvič uprizorjena meščanska komedija s srečnim koncem, «Amor al vuelo». Manj uspeha je imela njegova knjiga «Caprichos» iz leta 1905.
Po izdaji pesniške zbirke «El mal poema» ter življenjem med Madridom in Barcelono se je zopet ustalil v Sevilli. Leta 1910 se je poročil z Eulalio Cáceres Sierra. Kasneje sta se ponovno preselila v Madrid.

### Zrelostno obdobje in smrt
Leta 1914 se začne prva svetovna vojna in Manuelova stališča do nje so izrazito vidna v njegovih določenih delih.
Po vojni je potoval po Franciji in Belgiji kot dopisnik «El Liberala».
Leta 1921 je objavil «Ars moriendi» in takrat je večina kritikov menila, da so bile to njegove najboljše pesmi doslej. Na podlagi velikega uspeha, ki jo je imela knjiga, in odločitve pesnika, da se bo odmaknil iz pesniškega kroga, se med Manuelom in Antonijem pojavi prvo nesoglasje. Manuel je v pismu napisal, da “poezija nima starosti, on pa”, Antonio je na to odgovoril, da “poezija nikoli nima starosti, če je resnično poezija».
V naslednjih dvajsetih letih sta oba brata sodelovala - z izjemnim uspehom in dobrimi kritikami v več komedijah v verzih.
Leta 1931 je izdal osnutek besedila himne za Drugo špansko republiko.
Dve leti kasneje je bil soustanovitelj Društva prijateljev Sovjetske zveze. Od tega leta dalje je predvsem izražal osebna stališča do družbeno-političnih dogodkov, ki so ga obkrožali.
Z leti je postal direktor Madridske mestne knjižnice in Mestnega muzeja. Ustvaril je več literarnih revij v Evropi in Ameriki, ki pa niso dolgo trajale.
Veliko je prispeval k modernistični poeziji. Razumel je njeno najbolj barvno, dekadentno, svetovljansko naravnanost ter z delčkom andaluzijske poezije ustvaril nekaj edinstvenega. V njegovih delih lahko opazimo, da je večkrat tudi nasprotoval modernistični strani generacije ´98.
Brata Manuel in Antonio sta skupaj napisala kar nekaj andaluzijskih dramskih del. Toda poezija obeh se zelo razlikuje, čeprav lahko opazimo kar nekaj vzporednic. Oba sta šla po poteh autobiografske lirike: npr, Manuelov «Adelfos» in Antonijev «Portrait». Oba sta uporabljala aleksandrinec (verz z dvanajstimi zlogi, razdeljen s središčno cenzuro ali zarezo po 6. zlogu). 
Manuelovo najopaznejše delo je «La Lola se va a los puertos», ki je bilo posneto v dveh filmih. Druga njegova pomembnejša dela so «La duquesa de Benamejí», «La prima Fernanda», «Juan de Mañara», «El hombre de murió en la guerra» ter «Desdichadas de la fortuna o Julianillo Valcárcel».
Med državljansko vojno, leta 1936, se je zaposlil v Kraljevski Španski Akademiji. Zaradi vojne se je ločil od družine in Antonija, saj sta si politično nasprotovala. Nadaljeval je s pisanjem poezije, čeprav je bil zaradi tega nekaj dni celo zaprt. Sodeloval je pri literarnih projektih, kot sta «Los versos del combatiente» in «la Corona de sonetos de honor de José Antonio Primo de Rivera». Ko so leta 1939 čete upornikov zavzele Madrid, je politično-liternarnemu življenju dal slovo z zbirko «Al sable del Caudillo».
Okoliščine, v katerih je bil Manuel sezanjen s smrtjo matere in brata Antonia, niso najbolj jasne. Mnogi kritiki so ob tem tudi mnenja, da je bil Manuel ljubosumen, da so ljudje posvečali več pozornosti bratu, kakor njemu.
Po koncu vojne se je vrnil na položaj direktorja v madridskemu Mestnemu muzeju in se nekaj let kasneje upokojil. Nadaljeval je s pisanjem poezije, predvsem zaradi žene in svojih bližnjih. Njegova kasnejša literarna dela so vsebovala simbole naklonjene frankizmu, zaradi česar so bila skritizirana in so zameglila njegovo človeško integriteto.
Manuel Machado je umrl 19. januarja 1947 v Madridu. Po njegovi smrti je žena vstopila v verski red ter se posvetila skrbi zapuščenih in bolnih otrok.

## Dela

### Poezija
- Tristes y alegres (1894)
- Alma (1901)
- Caprichos (1902)
- Los cantares (1905)
- La fiesta Nacional (1906)
- El mal poema (1909)
- Apolo (1911)
- Cante hondo (1916)
- Ars moriendi (1921)
- Phoenix (1936)
- Horas de oro (1938)
- Poesía. Opera omnia Lyrica (1940)
- Cadencias de cadencias. Nuevas dedicatorias (1943)
- Horario (1947)
- La fiesta nacional
- Cante hondo

### Dramska dela
- Desdichadas de la fortuna o Julianillo Valcárcel (1926)
- Juan de Mañara (1927)
- Las adelfas (1928)
- La Lola se va a los puertos (z Antonijem Machadom) (1929)
- La prima Fernanda (1931)
- La duquesa de Benmají (1932)
- El hombre que murió en la guerra (1928)

### Romani
- El amor y la muerte (1913)

### Eseji
- La guerra literaria (1914)
- Un año de teatro (1918)

### Prevajalska dela
- Paul Verlaine, Fiestas galantes (1911)